# Göttingens universitet

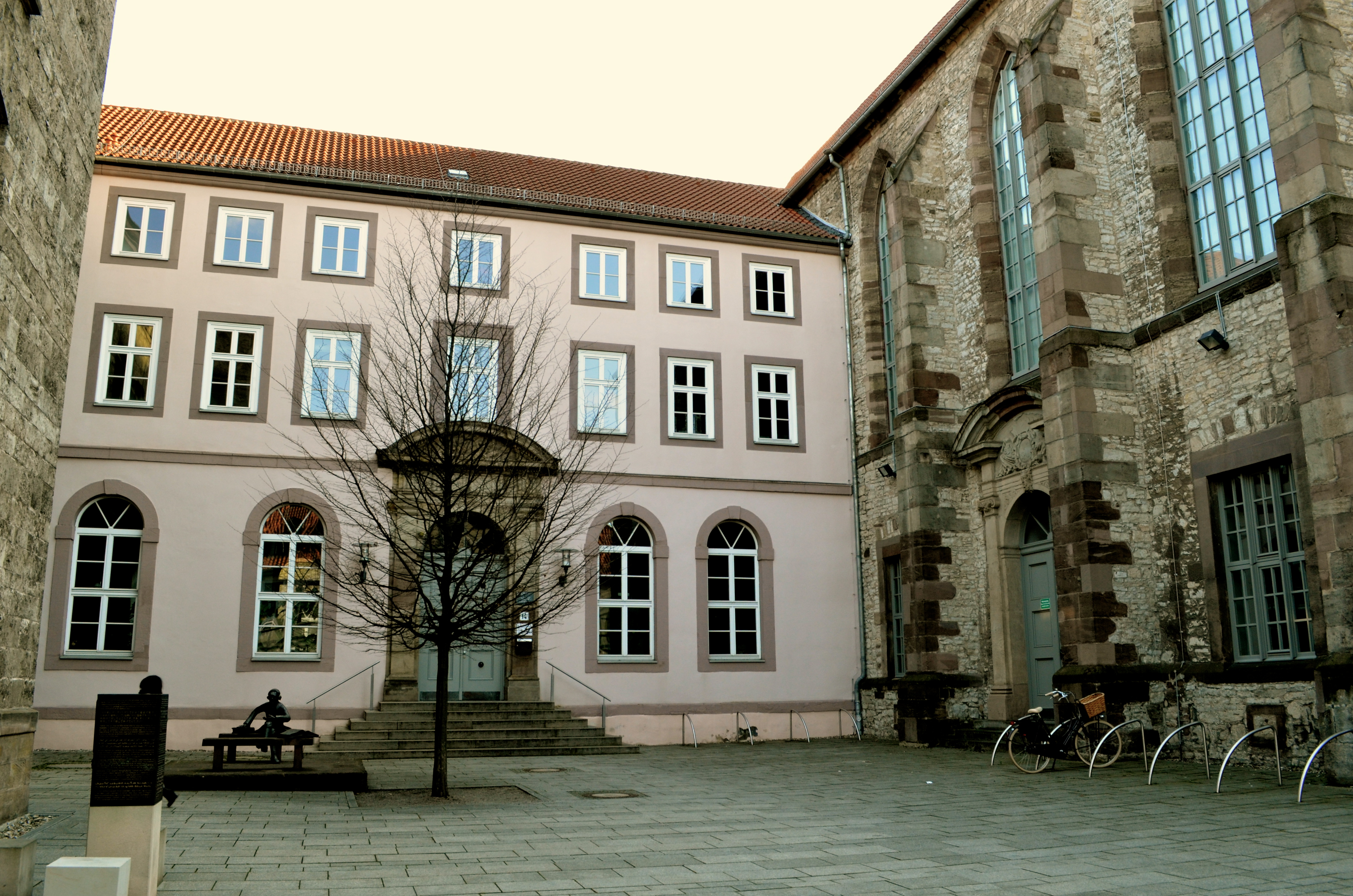
Universitetsbiblioteket i Göttingen

Göttingens universitet (tyska: Georg-August-Universität Göttingen) är ett universitet i Göttingen i Tyskland. Där finns idag 13 fakulteter och 120 studieprogram.
Universitetet i Göttingen grundades 1737 av kurfursten Georg August av Hannover. Drivande bakom detta var Gerlach Adolph von Münchhausen, en kusin till den kände baron von Münchhausen.
Münchhausen blev också universitetets förste rektor och införde flera nyordningar. Forskningen frigjordes från kyrklig censur och studentundervisningen sammanfördes med forskningen, vilket var nytt. 
Ett bibliotek, öppet även för studenter, byggdes och man lyckades knyta flera kända vetenskapsmän till det nya universitet. Detta medförde uppmärksamhet och 1766 besökte Benjamin Franklin Göttingen som medlem av forskningsakademin.
Den mest kände vetenskapsmannen verksam i Göttingen är Carl Friedrich Gauss. Han var matematiker – känd för bland annat Gauss normalfördelningskurva – och astronom. Han byggde ett stjärnobservatorium som finns kvar.
År 1837 drabbades universitetet av en katastrof då den nyblivne kungen i Hannover, Ernst August, ändrade statuterna. Sju professorer, två av dem bröderna Grimm, protesterade. Alla blev avskedade och några förvisade. Detta var en stor skandal och universitet tog stor skada. Mot slutet av 1800-talet återfick dock lärosätet sitt renommé och från början av 1900-talet fram till nazitiden hade man fem nobelpristagare. Alla var verksamma inom naturvetenskap och matematik. Ett sjätte fick Max Born på 1950-talet för forskning han utfört i Göttingen. Andra kända är fysikerna Otto Hahn, Werner Heisenberg och Max Planck. Efter kriget har Manfred Eigen fått nobelpriset i kemi och Erwin Neher i medicin.

## Aerodynamik
Institutionen för teknisk fysik under ledning av Ludwig Prandtl kom under tiden 1904 till andra världskriget att bli den moderna aerodynamikens födelseplats. Flera av de viktigaste aerodynamikerna började sin bana här:
- Paul Richard Heinrich Blasius
- Adolf Busemann
- Michael Max Munk
- Theodore von Kármán